# HIV Drug Resistance Database
HIV Drug Resistance Database, cunoscută și sub numele de Stanford HIV RT and Protease Sequence Database, este o bază de date de la Universitatea Stanford care urmărește 93 de mutații comune ale HIV.
A fost recompilat în 2008 listarea cu 93 de mutații comune, după compilația mutațiilor inițiale în 2007 a 80 de mutații. Ultima listă utilizează date din alte laboratoare din Europa, Canada și Statele Unite, incluzând mai mult de 15.000 de secvențe de la indivizi netratați.